# ساندویچ لوبیای پخته
ساندویچ لوبیای پخته ساندویچی است که از لوبیاهای پخته بین دو برش نان تشکیل شده‌است که ممکن است شامل چاشنی‌هایی مانند کاهو و رویه‌هایی مانند سس مایونز یا سس کچاپ باشد.
دستور پخت ساندویچ لوبیا پخته را می‌توان از اوایل سال ۱۹۰۹ دنبال کرد. کتابی با عنوان آشپزی برای دو نفر نوشته جانت مک کنزی هیل چنین دستور پختی را به عنوان «جایگزینی برای پخت بدون گوشت» پیشنهاد می‌کند و در مقایسه با رایج‌ترین شکل امروزی آن، ساندویچ بسیار مفصل‌تری است.
بسیاری از دستور العمل‌های اولیه اساساً همان محصولی را توصیف می‌کنند که امروزه رایج شده‌است، با این حال علاوه بر این، تزئینات و تزئینات مفصلی را تحریک می‌کنند. هیل پیشنهاد می‌کند:
دو برش نان قهوه ای بوستون را کره بمالید. روی یکی از اینها یک برگ کاهو که یک قاشق چایخوری سس سالاد در دست دارد قرار دهید. در بالای سس یک قاشق غذاخوری لوبیای سرد و پخته، سپس یک برگ کاهو و سس دیگر بچینید. سپس با یک تکه دوم نان، یک قاشق غذاخوری لوبیا، یک گل گل کلم و یک قاشق چایخوری سس روی گل کلم تمام کنید.
نسخه ساندویچ در منطقه بوستون از چاشنی‌ها و چاشنی‌ها اجتناب می‌کند، و به سادگی از لوبیاهای پخته شده بین دو تکه نان قهوه‌ای بوستون تشکیل شده‌است.